# Ilaria Alpi

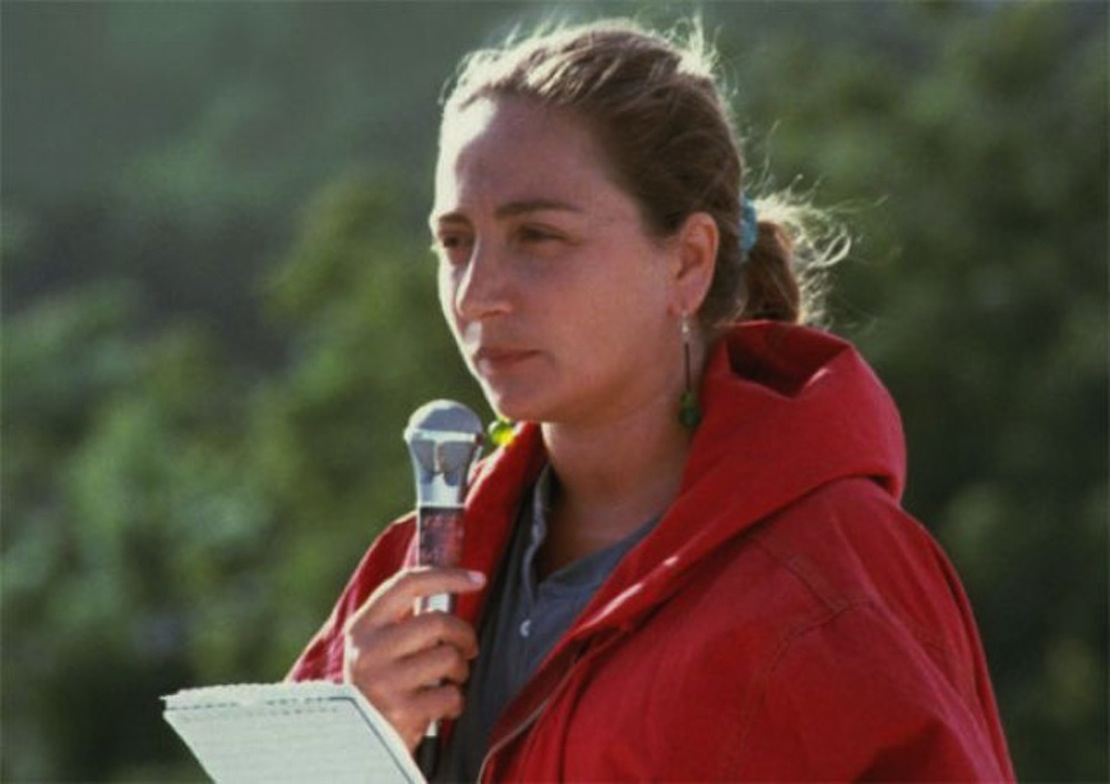
Ilaria Alpi

Ilaria Alpi (* 24. Mai 1961 in Rom; † 20. März 1994 in Mogadischu) war eine italienische Journalistin.

## Leben
Bereits während ihrer Kindheit pflegte sie eine Leidenschaft für das Reisen und für fremde Kulturen. Durch das Verfassen von Reisetagebüchern wurde ihr Interesse am Journalismus geweckt. Nach Beendigung ihrer Schullaufbahn studierte sie Literaturwissenschaft und orientalische Sprachen an der Universität von Rom. Nach ihrem Studium reiste sie für drei Jahre nach Kairo. Dort arbeitete sie als freie Mitarbeiterin italienischer Tageszeitungen. Aufgrund ihrer Kenntnisse in Arabisch und ihrer Arbeit interessierte sich auch Radiotelevisione Italiana für sie. Für ihren ersten Beitrag reiste sie nach Somalia.

## Reise nach Somalia und Ermordung
Ilaria Alpi recherchierte Anfang 1994 zu illegalen Giftmülltransporten nach Somalia. Ihre Suche nach Informationen begann in Kroatien, war jedoch ohne größeren Erfolg. Anschließend reiste sie nach Somalia, das sie bereits öfter bereist hatte. Hier beobachtete sie gemeinsam mit dem Kameramann Miran Hrovatin die Verladung von Giftmüll in Boosaaso. Ihnen gelangen dabei Filmaufnahmen. Wenige Stunden nach einem Interview über illegale Waffentransporte mit Abdullahy Mussa Bogor, dem Sultan von Boosaaso, wurden sie und ihr Kameramann in Mogadischu erschossen. Das italienische Parlament setzte danach eine Untersuchungskommission ein. Der Mord ist bis heute nicht aufgeklärt. Die Mordermittlungen wurden 2017 von der Staatsanwaltschaft Rom eingestellt.

## Sonstiges
- Nach ihr wurde eine Auszeichnung für Fernsehjournalisten benannt, die von 1995 bis 2014 jährlich verliehen wurde: der Premio giornalistico televisivo Ilaria Alpi, kurz Premio Ilaria Alpi.
- Das Schicksal von Ilaria Alpi wurde 2002 unter dem Titel „Tödliche Reportage“ (Ilaria Alpi – Il piu crudele dei Giorni) verfilmt.[4]
- Am 22. Mai 2003 wurde in Acquapendente ein Denkmal zu Ehren von Alpi und Maria Grazia Cutuli enthüllt. Die Bronzeplastik stammt von Mario Vinci.[5]
- Im Gedenken an Ilaria Alpi wurde 2014 eine Edelrose nach ihr benannt.[6]
- 2017 wurde die Mittelschule der ehemaligen Kaiserin-Elisabeth-Schule in Bozen nach ihr benannt